# Springdale: Stallets hemlighet
Springdale: Stallets hemlighet är ett datorspel för barn från 2005, utvecklat av norska spelutvecklaren Artplant och utgivet av Pan Vision. Spelet går ut på att lösa gåtor relaterade till handlingen i spelet, samtidigt som det är ett kunskapsspel om hästar där spelaren får lära sig om hur man sköter om en häst.
Spelet handlar om Amanda som flyttar från stan ut till landet. Hon saknar alla kompisar i stan, men hennes pappa lovar henne en egen häst som plåster på såren. Allting var perfekt på gården. men plötsligt vill inte Chilli (hästen) gå in i stallet och Amanda börjar att drömma mardrömmar. Amanda försöker ta kontakt med den förra ägaren till gården för att försöka ta reda på varför hästen inte vill vara i stallet, men hon lyckas inte, så hon bestämmer sig att delta i hoppmästerskapet.

## Karaktärer i spelet
- Amanda – Nyinflyttad på gården. Hon älskar ridning och hästar, hon är också lite småkär i Markus.
- Markus – har jobbat på Roberts gård och har blivit anklagad av honom för att ha misshandlat hästar. Han är lika kär i Amanda som hon är kär i honom.
- Annie – kaxig tjej och Amandas bästis. Hon hjälper henne i spelet med vissa saker också.
- Josefin – Blir snabbt god vän till Amanda och sköter den enda hästbutiken.
- Robert – mystisk man som ägde gården före Amandas familj. Han hatar när Amanda ska snoka runt och försöka visa motsatsen att Markus inte har misshandlat hästarna.
- Coola gänget – står bara och pratar skit om andra och försöker att sära på Markus och Amanda.
- Amandas pappa – flyttade till gården med Amanda och är misstänksam mot henne för att hon beter sig konstigt.